# 尤利乌斯·艾泽内克
尤利乌斯·艾泽内克（德語：Julius Eisenecker，1903年3月21日—1981年10月12日），德国男子击剑运动员。他曾代表德国参加1936年和1952年夏季奥林匹克运动会击剑比赛，其中1936年奥运会获得二枚铜牌。